# Autobuses de Charleroi
La red de autobuses de Charleroi forma parte de la SRWT (Société Régionale de Transport de Walonie, Sociedad Regional de Transporte de Valonia) y se extiende por toda el área metropolitana de Charleroi, de la que Charleroi es capital y núcleo principal.
Es complementaria al Metro de Charleroi, que estructura los grandes ejes de desplazamiento dentro del área metropolitana.

## Historia
Los dos operadores históricos de transporte de Charleroi eran la SNCV (Société Nationale des Chemins de fer Vicinaux, Empresa Nacional de las Vías férreas Vecinales), que operaba los tranvías, y la STIC (Société des Transports Intercommunaux de Charleroi, Empresa de Transportes Interurbanos de Charleroi) que operaba los autobuses.
La empresa TEC Charleroi, de Transports en Commun (TEC) se fundó en 1991, tras la federalización del estado belga, por la que desaparecían la SNCV y la STIC.
El 1 de enero de 2019, la empresa como tal desapareció, siguiendo el decreto del 28 de marzo de 2018, emitido por el Parlamento Valón. TEC Charleroi, junto con el resto de TEC's de Valonia, fue absorbido por OTW (Opérateur de Transport de Wallonie, Operador de Transporte de Valonia). Para dividir mejor el sistema, OTW se dividió después en directions, direcciones, correspondiendo a cada TEC una direction. La direction Charleroi conserva el nombre de TEC Charleroi.

## La red

### Líneas regulares
Las líneas regulares de la red son las encargadas de asegurar el servicio básico y de estructurar el área metropolitana.
| Línea | Inicio                      | Fin                            | Longitud | Duración | Paradas |
| ----- | --------------------------- | ------------------------------ | -------- | -------- | ------- |
| 1     | MONTIGNIES-SUR-SAMBRE Place | MONTIGNY-LE-TILLEUL GB Bomerée | 16,0 km  | 40 min   | 36      |
| 3     | MONTIGNIES-SUR-SAMBRE Place | JAMIOULX Prison                | 13,2 km  | 40 min   | 31      |
| 11    | JUMET Madeleine             | MONTIGNIES-SUR-SAMBRE Place    | 16,9 km  | 42 min   | 39      |
| 12    | GILLY Cimetière             | LOVERVAL IMTR                  | 13,9 km  | 38 min   | 36      |
| 13    | CHARLEROI Sud               | CHÂTELET Justice               | 20,2 km  | 42 min   | 45      |
| 14    | CHARLEROI Sud               | GILLY Gazomètre                | 20,2 km  | 42 min   | 45      |
| 17    | FLEURUS Champs-Élysées      | CHÂTELET Justice               | 25,0 km  | 51 min   | 51      |
| 18    | JUMET Dépôt                 | CHÂTELET Cité Chapeveyer       | 18,4 km  | 51 min   | 51      |
| 19    | CHARLEROI Sud               | GERPINNES Centre               | 21,3 km  | 39 min   | 38      |
| 20    | CHARLEROI Sud               | GERPINNES Centre               | 19,7 km  | 39 min   | 39      |
| 21    | CHARLEROI Sud               | MARCINELLE Hublinbu            | 5,5 km   | 15 min   | 16      |
| 25    | CHARLEROI Sud               | GILLY Soleilmont               | 14,3 km  | 31 min   | 16      |
| 28    | CHÂTELINEAU SNCB            | JUMET Madeleine                | 19,5 km  | 41 min   | 36      |
| 29    | CHÂTELINEAU SNCB            | GOSSELIES Athénée              | 19,5 km  | 54 min   | 41      |
| 35    | CHARLEROI Sud               | FARCIENNES Place               | 12,6 km  | 31 min   | 33      |
| 41    | CHARLEROI Beaux-Arts        | JUMET Madeleine                | 18,3 km  | 55 min   | 51      |
| 43    | CHARLEROI Sud               | CHARLEROI Sud                  | 19,8 km  | 76 min   | 82      |
| 50    | CHARLEROI Beaux-Arts        | LUTTRE SNCB                    | 19.8 km  | 67 min   | 64      |
| 51    | LUTTRE SNCB                 | MONCEAU-SUR-SAMBRE Moulin      | 23,4 km  | 53 min   | 49      |
| 52    | CHARLEROI Sud               | GOURDINNE Place                | 21,1 km  | 46 min   | 42      |
| 53    | SOUVRET Forrière            | CHARLEROI Beaux-Arts           | 13,4 km  | 33 min   | 27      |
| 60    | JUMET Madeleine             | PERWIN Trois-Tilleuls          | 13,4 km  | 74 min   | 66      |
| 61    | JUMET Madeleine             | TRAZEGNIES Sentier Madame      | 12,7 km  | 41 min   | 29      |
| 62    | GILLY Soleilmont            | JUMET Madeleine                | 23,5 km  | 47 min   | 35      |
| 63    | JUMET Madeleine             | FONTAINE-L'ÉVÊQUE Fontaine     | 30,0 km  | 48 min   | 43      |
| 64    | RÈVES Sainte-Marie          | JUMET Madeleine                | 45,3 km  | 48 min   | 58      |
| 65    | JUMET Madeleine             | PONT-À-CELLES Place            | 14,2 km  | 38 min   | 30      |
| 66    | LUTTRE Gare                 | FRASNES-LEZ-GOSSELIES Place    | 16,6 km  | 38 min   | 33      |
| 67    | JUMET Madeleine             | FLEURUS Champs-Élysées         | 20,4 km  | 57 min   | 43      |
| 68    | CHARLEROI Sud               | CHARLEROI Sud                  | 29,9 km  | 47 min   | 39      |
| 70    | CHARLEROI Sud               | MONTIGNY-LE-TILLEUL Vésale     | 14,0 km  | 28 min   | 35      |
| 71    | CHARLEROI Sud               | MONCEAU-SUR-SAMBRE Moulin      | 17,3 km  | 35 min   | 38      |
| 72    | MONCEAU-SUR-SAMBRE Moulin   | THUIN Ville Basse              | 21,8 km  | 50 min   | 41      |
| 75    | GOUTROUX Pairotte           | THUILLES Place                 | 26,4 km  | 54 min   | 38      |
| 77    | GOUTROUX Pairotte           | MONTIGNY-LE-TILLEUL Vésale     | 14,1 km  | 35 min   | 36      |
| 83    | CHARLEROI Sud               | CHARLEROI Sud                  | 19,8 km  | 76 min   | 82      |
| 85    | JUMET Brulotte              | CHARLEROI Sud                  | 7,0 km   | 21 min   | 21      |
| 86    | CHARLEROI Sud               | GOSSELIES Athénée              | 13,6 km  | 42 min   | 33      |
| 91    | ANDERLUES Monument          | MONTIGNY-LE-TILLEUL Vésale     | 43,5 km  | 79 min   | 72      |
| 99    | BIESME-SOUS-THUIN Monument  | ERQUELINNES Arts-et-Métiers    | 44,1 km  | 65 min   | 40      |
| 108   | BEAUMONT Athénée            | PHILIPPEVILLE Rue de la Reine  | 32,8 km  | 50 min   | 25      |
| 109   | CHARLEROI Sud               | BEAUMONT Athénée               | 116,4 km | 90 min   | 146     |
| 119   | BEAUMONT Athénée            | ANDERLUES Jonction             | 6,6 km   | 55 min   | 44      |
| 129   | MONS SNCB                   | MACQUENOISE Douane             | 68,7 km  | 87 min   | 56      |
| 132   | WALCOURT Gare               | CHIMAY Gare                    | 39,8 km  | 38 min   | 51      |
| 136   | CHIMAY Gare                 | CERFONTAINE Place              | 21,5 km  | 25 min   | 23      |
| 154   | CHARLEROI Beaux-Arts        | CHÂTELINEAU SNCB               | 21,7 km  | 103 min  | 76      |
| 155   | GILLY Gazomètre             | CHÂTELINEAU SNCB               | 26,7 km  | 113 min  | 98      |
| 156   | GILLY Gazomètre             | CHÂTELINEAU SNCB               | 26,7 km  | 113 min  | 98      |
| 158   | CHARLEROI Beaux-Arts        | CHÂTELINEAU SNCB               | 21,7 km  | 103 min  | 76      |
| 163   | FLEURUS Champs-Élysées      | GOSSELIES Athénñee             | 22,3 km  | 52 min   | 40      |
| 170   | CHARLEROI Sud               | MONTIGNY-LE-TILLEUL Vésale     | 14,0 km  | 28 min   | 35      |
| 172   | CHÂTELET Justice            | MARCHIENNE De Cartier          | 17,3 km  | 46 min   | 44      |
| 173   | PIÉTON SNCB                 | CHARLEROI Sud                  | 22,6 km  | 54 min   | 52      |
| 192   | THUIN Nord                  | NALINNES Bultia                | 40,7 km  | 74 min   | 58      |
| 194   | THUIN Ville Basse           | THUIN Athénée                  | 27,2 km  | 78 min   | 47      |
| 365   | BRUXELLES Midi              | JUMET Madeleine                | 47,6 km  | 83 min   | 81      |
| 366   | RÊVES Bien-Être             | GENAPPE Église                 | 28,2 km  | 44 min   | 42      |
| 710   | CHARLEROI Beaux-Arts        | FLEURUS Champs-Élysées         | 17,4 km  | 44 min   | 49      |

### Lanzaderas
Las lanzaderas son una serie de líneas que se encargan de conectar lugares clave en el área metropolitana.
| Línea | Inicio                           | Fin                            | Longitud | Duración | Paradas |
| ----- | -------------------------------- | ------------------------------ | -------- | -------- | ------- |
| A     | CHARLEROI Sud                    | CHARLEROI Airport              | 13,4 km  | 17 min   | 2       |
| ABBA  | CHARLEROI Sud                    | AULNE Abbaye                   | 18,7 km  | 27 min   | 32      |
| BRUY  | CHARLEROI Sud                    | MARCINELLE Sanatorium          | 6,0 km   | 16 min   | 15      |
| CERI  | CHARLEROI Sud                    | MARCINELLE École des Cérisiers | 4,9 km   | 10 min   | 9       |
| CITY  | CHARLEROI Ville Basse            | CHARLEROI Ville Haute          | 6,0 km   | 20 min   | 19      |
| LBV   | PONT-À-CELLES Place Communale    | WAYAUX Place                   | 52,2 km  | 52 min   | 46      |
| MCOU  | GOUY-LEZ-PIÉTON Place Communale  | COURCELLES Trieux              | 6,0 km   | 10 min   | 10      |
| MFON  | FONTAINE-L'ÉVÊQUE Place des Mays | FONTAINE-L'ÉVÊQUE Fontaine     | 4,1 km   | 10 min   | 9       |
| MIDO  | CHARLEROI Beaux-Arts             | DOCHERIE Place Astrid          | 10,9 km  | 27 min   | 28      |
| R'bus | FROIDCHAPELLE Place              | WALCOURT SNCB                  | 52,2 km  | 33 min   | 32      |
| W03   | CHIMAY Gare                      | CHARLEROI Sud                  | 51,4 km  | 57 min   | 6       |

### Líneas suplentes
Las líneas suplentes sustituyen el servicio del Metro de Charleroi durante la noche.
| Línea | Inicio                    | Fin           | Longitud | Duración | Paradas | Horario          | Sustituye |
| ----- | ------------------------- | ------------- | -------- | -------- | ------- | ---------------- | --------- |
| M1ab  | ANDERLUES Monument        | CHARLEROI Sud | 17,6 km  | 37 min   | 27      | Después de 20:00 |           |
| M3ab  | GOSSELIES Faubourg        | CHARLEROI Sud | 11,6 km  | 28 min   | 25      | Después de 20:00 |           |
| M4ab  | CHÂTELINEAU Place Destrée | CHARLEROI Sud | 8,2 km   | 28 min   | 25      | Después de 20:00 |           |